# 湖南巡抚
湖南巡抚，全称巡抚湖南等处地方提督军务、节制各镇兼理粮饷，官衔从二品。巡抚例兼都察院右副都御史，并兼兵部侍郎衔，加衔后升为正二品。巡抚别称“抚院”、“抚台”、“抚军”，是总揽全省军务、政务的最高地方长官，其办事衙门称巡抚部院。

## 沿革
明朝万历年间为播州之役而始设偏沅巡抚。清初沿袭，驻贵州偏桥镇。康熙三年（1664年）由湖广行省分出湖南省，偏沅巡抚移驻长沙府。雍正二年（1724年），偏沅巡抚改名为湖南巡抚。宣统五年（1911年），辛亥革命爆发，湖南革命党人领导新军攻占长沙，湖南巡抚余诚格抗拒革命，潜逃上海。

## 职责
湖南巡抚的职责是掌，宣布德意。抚安齐民，修明政刑，兴革利弊，考核群吏，会总督以诏废置。
1. 奏折咨请
2. 制定省例
3. 升调、黜免和监督文武官吏
4. 节制绿营军队或躬亲督战
5. 监理藩库、关税
6. 监临乡试
7. 管理盐政、漕政
8. 审判案件

## 历任湖南巡抚
- 王朝恩，雍正二年六月（1724年8月）任。
- 布兰泰，雍正三年十月（1725年11月）任。
- 王国栋，雍正五年五月（1727年7月）任。
- 赵宏恩，雍正七年九月（1729年10月）任。
- 钟保，雍正十一年九月（1733年10月）任。
- 高其倬，乾隆元年七月（1736年9月）任。
- 张渠，乾隆三年二月（1738年4月）任。
- 冯光裕，乾隆四年二月（1739年3月）任。
- 许容，乾隆五年闰六月（1740年8月）任。
- 蒋溥，乾隆八年闰四月（1742年5月）任。
- 杨锡绂，乾隆十年四月（1745年5月）任。
- 开泰，乾隆十三年十月（1748年12月）任。
- 杨锡绂，乾隆十五年十月（1750年11月）任。
- 范时绶，乾隆十六年十月（1751年11月）任。
- 杨锡绂，乾隆十八年九月（1753年10月）任。
- 胡宝瑔，乾隆十八年十月（1753年11月）任。
- 陈宏谋，乾隆二十年五月（1755年6月）任。
- 图尔炳阿，乾隆二十一年十一月（1756年12月）任。
- 郭炳，乾隆二十一年十二月（1757年2月）任。
- 富勒浑，乾隆二十二年九月（1757年10月）任。
- 冯钤，乾隆二十三年四月（1758年5〕
- 陈宏谋，乾隆二十七年十月（1762年11月）任。
- 乔光烈，乾隆二十八年五月（1763年6月）任。
- 图尔炳阿，乾隆二十九年十月（1764年11月）任。
- 冯钤，乾隆三十年三月（1765年4月）任。
- 李因培，乾隆三十年十一月（1765年12月）任。
- 常钧，乾隆三十一年二月（1766年3月）任。
- 鄂宁，乾隆三十一年十二月（1767年1月）任。
- 方世俊，乾隆三十二年二月（1767年3月）任。
- 宫兆麟，乾隆三十四年十二月（1769年12月）任。
- 德福，乾隆三十五年三月（1770年4月）任。
- 吴达善，乾隆三十五年十月（1770年11月）任。
- 永德，乾隆三十六年五月（1771年6月）任。
- 梁国治，乾隆三十六年九月（1771年10月）任。
- 巴延三，乾隆三十八年十一月（1773年12月）任。
- 鄂宝，乾隆四十一年七月（1776年8月）任。
- 敦福，乾隆四十一年十月（1776年11月）任。
- 颜希深，乾隆四十二年二月（1777年3月）任。
- 李湖，乾隆四十三年三月（1778年4月）任。
- 刘墉，乾隆四十五年三月（1780年4月）任。
- 李世杰，乾隆四十六年十一月（1781年12月）任。
- 查礼，乾隆四十七年九月（1782年10月）任。
- 伊星阿，乾隆四十八年正月（1783年2月）任。
- 李绶，乾隆四十九年四月（1784年6月）任。
- 陆耀，乾隆四十九年七月（1784年8月）任。
- 浦霖，乾隆五十年七月（1785年8月）任。
- 冯光熊，乾隆五十五年十一月（1790年12月）任。
- 姜晟，乾隆五十六年四月（1791年5月）任。
- 祖之望，嘉庆五年正月（1800年2月）任。
- 马慧裕，嘉庆五年九月（1800年11月）任。
- 高杞，嘉庆七年四月（1802年5月）任。
- 阿林保，嘉庆八年十二月（1804年1月）任。
- 景安，嘉庆十一年五月（1806年7月）任。
- 广厚，嘉庆十六年七月（1811年8月）任。
- 巴哈布，嘉庆二十年八月（1815年9月）任。
- 吴邦庆，嘉庆二十三年九月（1818年10月）任。
- 李尧栋，嘉庆二十四年六月（1819年8月）任。
- 左辅，嘉庆二十五年十一月（1820年12月）任。
- 嵩孚，道光三年二月（1823年3月）任。
- 康绍镛，道光五年八月（1825年9月）任。
- 程祖洛，道光十年六月（1830年7月）任。
- 苏成额，道光十年十一月（1830年12月）任。
- 吴荣光，道光十一年八月（1831年9月）任。
- 裕泰，道光十六年正月（1836年3月）任。
- 讷尔经额，道光十七年正月（1837年2月）任。
- 钱宝琛，道光十七年九月（1837年10月）任。
- 裕泰，道光十八年九月（1838年11月）任。
- 吴其濬，道光二十年十一月（1840年12月）任。
- 陆费瑔，道光二十三年五月（1843年6月）任。
- 赵炳言，道光二十九年闰四月（1849年5月）任。
- 冯德馨，道光二十九年七月（1849年8月）任。
- 骆秉章，道光三十年三月（1850年5月）任。
- 张亮基，咸丰二年五月（1852年6月）任。
- 潘铎，咸丰二年十二月（1853年1月）任。
- 骆秉章，咸丰三年三月（1853年4月）任。
- 翟诰，咸丰十年八月（1860年9月）任。
- 毛鸿宾，咸丰十一年二月（1861年4月）任。
- 恽世临，同治二年五月（1863年7月）任。
- 李瀚章，同治四年二月（1865年3月）任。
- 刘崐，同治六年正月（1867年2月）任。
- 王文韶，同治十年十月（1871年11月）任。
- 卫荣光，光绪四年二月（1878年3月）任。
- 邵亨豫，光绪四年三月（1878年4月）任。
- 李明墀，光绪五年四月（1879年6月）任。
- 涂宗瀛，光绪七年八月（1881年10月）任。
- 卞宝第，光绪八年三月（1882年4月）任。
- 潘鼎新，光绪九年五月（1883年6月）任。
- 庞际云，光绪十年二月（1884年3月）任。
- 卞宝第，光绪十一年二月（1885年4月）任。
- 王文韶，光绪十四年十月（1888年12月）任。
- 邵友濂，光绪十五年六月（1889年6月）任。
- 张煦，光绪十五年十二月（1890年1月）任。
- 吴大澂，光绪十八年闰六月（1892年8月）任。
- 邵友濂，光绪二十年九月（1894年10月）任。
- 吴大澂，光绪二十一年三月（1895年3月）任。
- 德寿，光绪二十-年闰五月（1895年7月）任。
- 陈宝箴，光绪二十一年七月（1895年8月）任。
- 俞廉三，光绪二十四年八月（1898年10月）任。
- 赵尔巽，光绪二十八年十二月（1903年1月）任。
- 陆元鼎，光绪三十年四月（1904年5月）任。
- 端方，光绪三十年十一月（1904年12月）任。
- 张曾敭，光绪三十一年六月（1905年7月）任。
- 庞鸿书，光绪三十一年六月（1905年7月）任。
- 岑春蓂，光绪三十二年七月（1906年9月）任。
- 楊文鼎，宣统二年三月（1910年4月）任。
- 余诚格，宣统三年闰六月（1911年8月）任。